# Юйс, Питер
Питер Юйс (иногда Хьюс; нидерл. Pieter Huys; ок. 1519 — 1584) — южнонидерландский (фламандский) художник эпохи Возрождения.

## Биография
Мало что известно о молодости художника, и хотя он в основном работал в Антверпене, место его рождения и смерти точно не установлено. Юйс работал в Антверпене с 1545 года, где присоединился к типографской мастерской Иеронима Кока (ок. 1510–1570) и стал свободным мастером Антверпенской Гильдии св. Луки в 1545 году. Его последняя работа датирована 1577 годом; дальнейшие подробности биографии живописца неизвестны. Более всего Питер Юйс известен как последователь Иеронима Босха. Он входил во фламандскую группу художников Яна Велленса де Кока (ок. 1475/80? - до 1529 г.), Эрри мет де Блеса (ок. 1500/10 г. - после 1555 г.) и Яна Мандина (ок. 1500/02 - 1559 гг.) которые продолжили традицию фантастической живописи и тем самым основали северный маньеризм (в отличие от итальянского).  Как и у других подражателей Босха, одним из любимых сюжетов Юйса было искушение святого Антония; он нередко называется преемником Иеронима Босха. На сегодняшний день известно лишь несколько подписанных и датированных работ Юйса, атрибуцию которых можно считать надежной.

## Список картин
- Искушение святого Антония. 1547 г., дубовая (?) панель, масло, 71 × 103 см. Лувр, Париж.
- Св. Христофор. ок. 1550/60, дубовая панель, темпера. Музей Оскара Райнхерта «Am Römerholz», Винтертур
- Страшный суд. 1554 г., дубовая панель, масло, 1,33 × 1,00 м. Королевский музей изящных искусств, Брюссель.
- Ад (Страшный суд?). 1570 г., масло, панель, 86 × 82 см. Музей Прадо, Мадрид.
- Искушение святого Антония. 1577 г., масло, панель 77 × 94 см. Музей Майера ван ден Берга, Антверпен.

## Литература

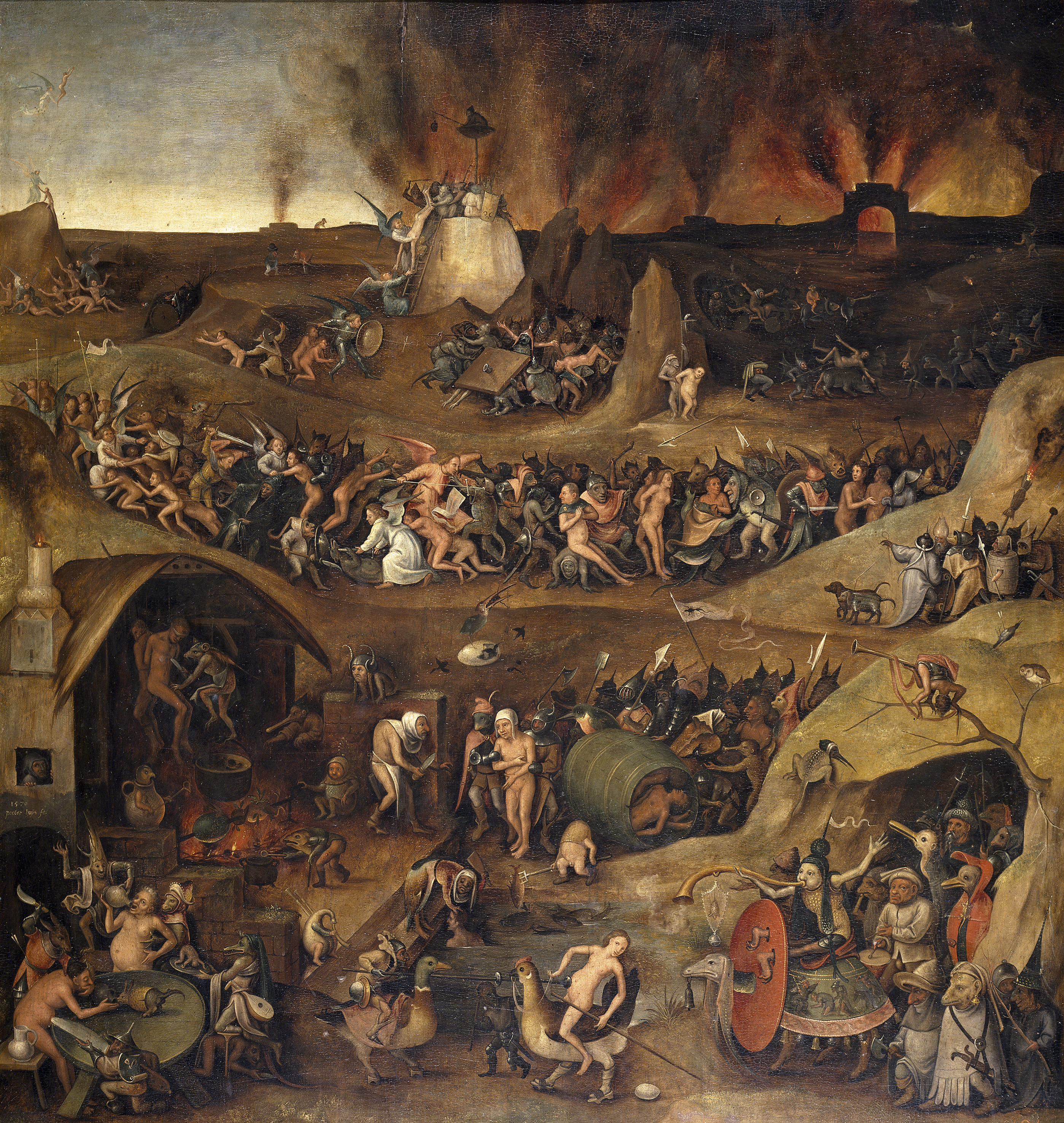
Inferno
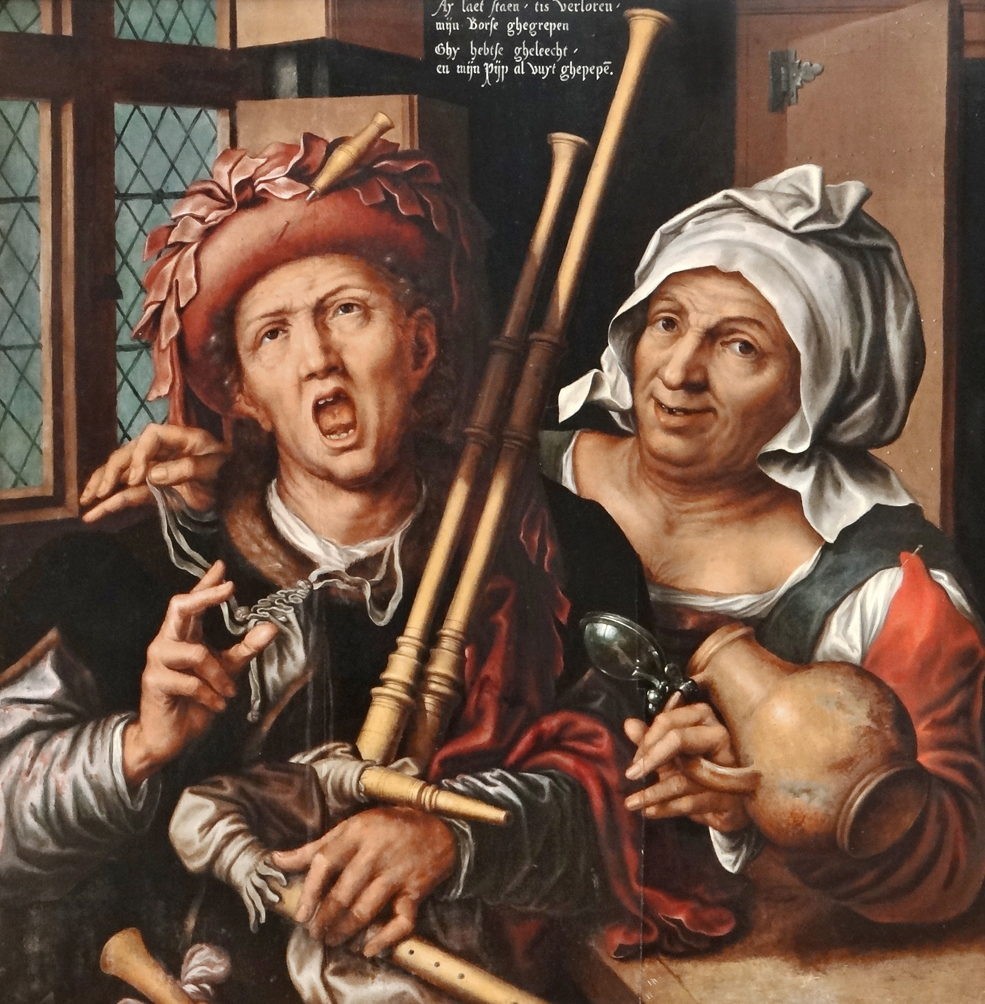
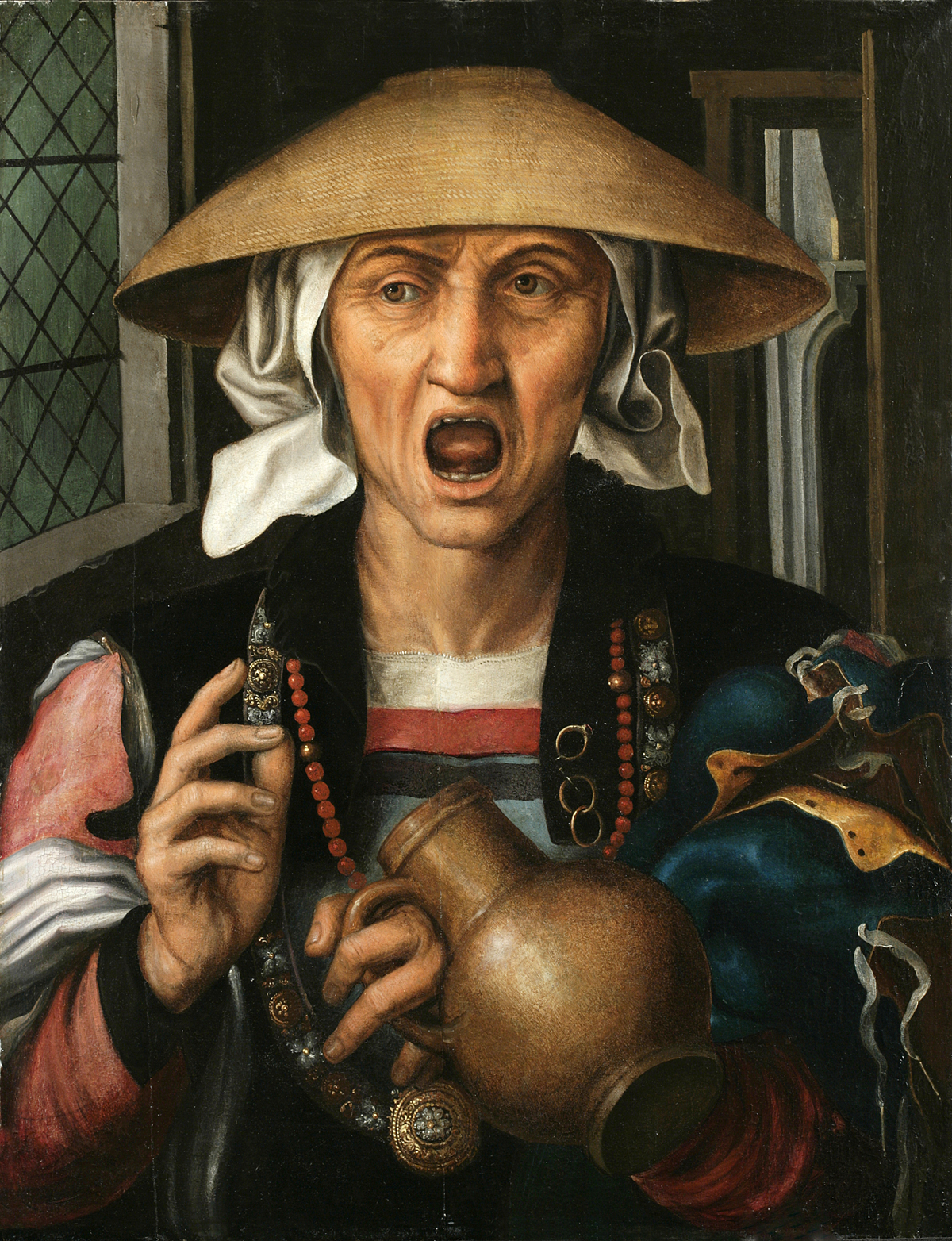
Женщина в ярости
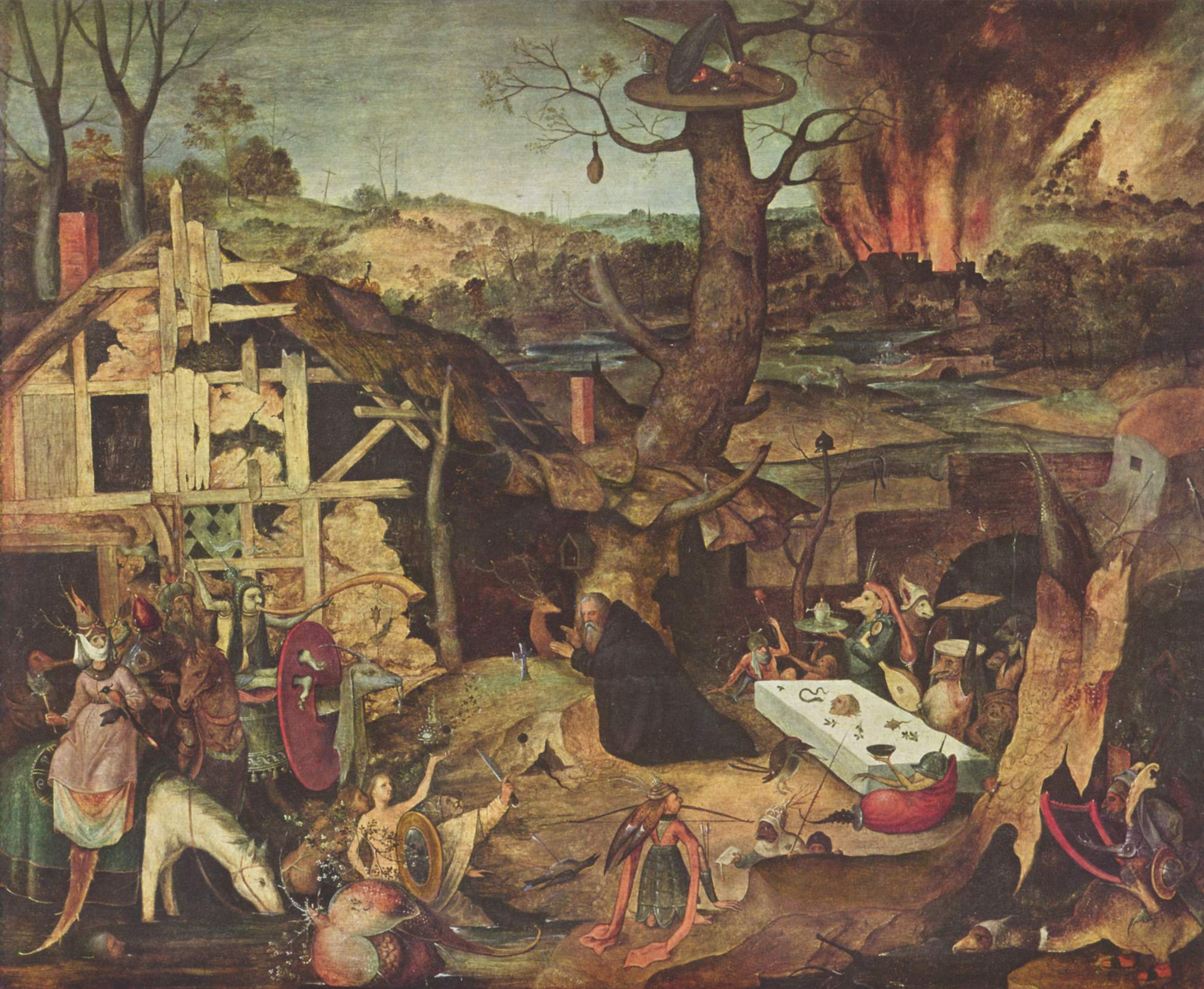
Искушения Антония